# 錯誤拘捕
錯誤拘捕（英語：false arrest）是一種普通法侵權行為，指原告人在沒有頗能成理的因由或沒有具司法管轄權的法院發出的命令的情況下遭羈押。
伊拉克獨裁者薩達姆·侯賽因、沙地阿拉伯及伊朗伊斯蘭共和國無理逮捕過許多人。